# (2051) Chang
(2051) Chang (1976 UC; 1928 TC; 1935 DD; 1959 EF; 1966 QN; 1971 TA3; 1971 YH; 1973 AG2; 1974 HT1; 1975 NO) ist ein Asteroid des Hauptgürtels, der am 23. Oktober 1976 vom Harvard-College-Observatorium (Observatorium der Harvard University in Cambridge (Massachusetts)) am Oak-Ridge-Observatorium entdeckt wurde. Seine Entdecker waren Richard Eugene McCrosky, Cheng-yuan Shao, G. Schwartz und J. H. Bulger, die auch von anderen unterstützt wurden.

## Benennung
Der Asteroid wurde nach Yu-Che Chang (1902–1986), benannt, der ein leitender Astronom in der Volksrepublik China war und seit 1950 die Sternwarte am purpurnen Berg als Direktor leitete. Von 1927 bis 1929 war er Mitarbeiter am Yerkes-Observatorium.